# Kazuhiro Fujita

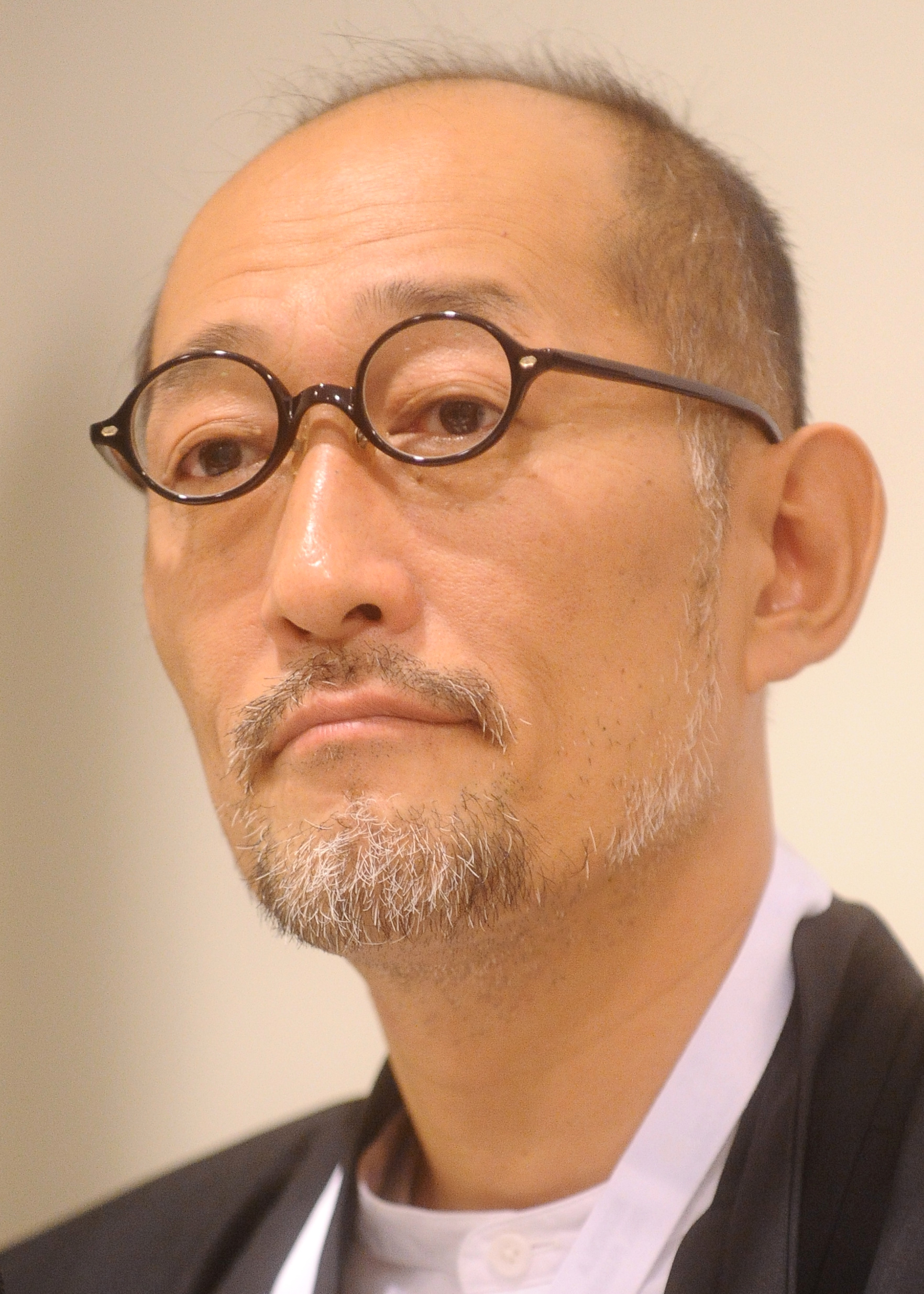
Kazuhiro Fujita a Lucca Comics & Games 2016

Kazuhiro Fujita (藤田 和日郎?, Fujita Kazuhiro; Asahikawa, 24 maggio 1964) è un fumettista giapponese. È principalmente conosciuto per il manga Ushio e Tora, per il quale ha vinto anche un Shogakukan Manga Award nella categoria shōnen nel 1992 ed un Seiun Award nel 1997, e per Karakuri Circus. 

## Biografia
Laureatosi presso la Nihon University, Fujita ha debuttato professionalmente nel 1989 disegnando per Shōnen Sunday. Inizia nel 1990 il manga Ushio e Tora su Weekly Shōnen Sunday, per il quale ha vinto anche un Shogakukan Manga Award nella categoria shōnen nel 1992 ed un Seiun Award nel 1997, ed animato in una serie OAV. La serie termina nel 1996 con 33 volumi. Inizia, nuovamente su Shōnen Sunday, Karakuri Circus nel 1998 e poi terminato nel maggio 2006 con 426 raccolti in 43 volumi e col quale viene nominato al 38° Seiun Award nel 2007 ma senza vincerlo.
Nel 2007, sulla rivista Morning di Kōdansha, pubblica The Black Museum - Springald, una storia breve composta da 9 capitoli raccolti in 1 volume ambientato nell'Inghilterra vittoriana, col primo volume che è risultato quarto nella classifica dei manga seinen più venduti del mese di settembre nella classifica Taiyosha. Torna su Shōnen Sunday con l'opera Moonlight Act - L'editto della Luna dal marzo 2008 ad aprile 2014, poi concluso con 29 volumi. Ritorna sulla serie The Black Museum serializzando, sulla rivista Morning dal n°52 del 2014 al n°30 del 2015, The Black Museum - Ghost & Lady completata in due volumi.
Nel 2012, insieme ad altri autori, partecipa al progetto di Shogakukan per aiutare le persone colpite dal terremoto del 2011 realizzando alcune illustrazioni e poi disegnando un capitolo autoconclusivo di Ushio e Tora pubblicato in due parti, la prima nel dicembre 2012 e la seconda nel gennaio 2013.

## Stile ed influenze
Le sue opere presentano sempre ambientazioni oscure, accentuate da uno stile di disegno con ambientazioni ricche di dettagli grazie allo stile di disegno sporco e rude che da maggiore espressività ai personaggi.
In Karakuri Circus introduce l'ambientazione circense e si ispira particolarmente ai karakuri ningyō, le bambole meccaniche giapponesi.
Per The Black Museum - Springald Fujita si è ispirato ad uno studio folcloristico del professore Jinka Katsuo sulla figura di Jack il saltatore, mentre l'ambientazione è basata sugli edifici realmente esistenti di Londra come il Black Museum, un magazzino in cui venivano conservate le prove dei crimini.
In Moonlight Act - L'editto della Luna l'autore prende spunto dalle numerose favole occidentali ed orientali, presentando i loro personaggi e sviscerandone la psicologia per mostrare tutte le loro ansie e paure, mostrando di fatto dei personaggi completamente nuovi.

## Opere
- Yoru no Uta (1988-1994) collezione di storie brevi (inedito in Italia)
- Ushio e Tora (1990-1996)
- Karakuri Circus (1997-2006)
- Akatsuki no Uta (1996-2003) collezione di storie brevi (inedito in Italia)
- Lo sguardo sinistro della Luna (2006-2007; Edizioni BD/J-Pop, 13 luglio 2010)
- The Black Museum - Springald (2007)
- Moonlight Act - L'editto della Luna (2008-2014)
- The Black Museum - Ghost & Lady (2014-2015)
- Distruggete Sobutei!! (vol. 25, 2016-2021)